# NHK妙見ラジオ放送所
NHK妙見ラジオ放送所（エヌエイチケイみょうけんラジオほうそうじょ）は、青森県青森市に置かれているNHK青森放送局の中波ラジオ放送の送信施設。なお、青森放送局ホームページ内のラジオ周波数では『青森ラジオ基幹放送所』と記載されている。

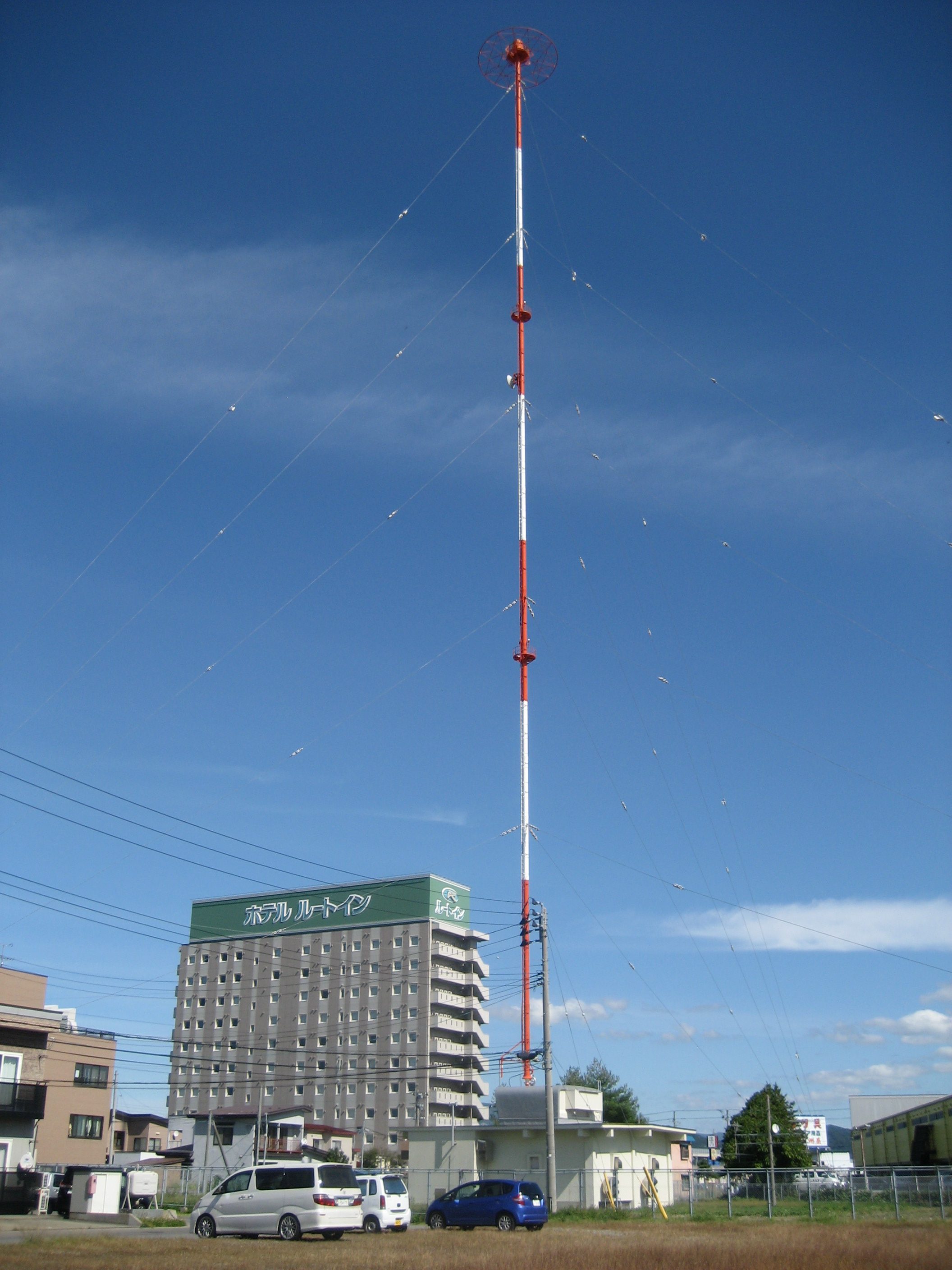
NHK妙見ラジオ放送所

## 概要
- 青森県内におけるラジオ第1とラジオ第2の基幹送信所となっている。

## 送信所施設概要
| 周波数  | 放送局名    | コールサイン | 空中線電力 | 放送対象地域 | 放送区域 日本内世帯数 |
| 963kHz  | NHK 青森第1 | JOTG         | 5kW        | 青森県       | 約24万世帯            |
| 1521kHz | NHK 青森第2 | JOTC         | 1kW        | 全国放送     | 約24万世帯            |

## 歴史
- 1941年4月17日 - 開局
- 1963年2月22日 - 現在地へ送信所移転

## 送信所所在地
- 青森市第二問屋町2丁目6番地
- なお、住居表示整理実施前の住所は、青森市大字八ッ役字矢作99番2号及び101番1号であった[要出典]。

## 送信所周辺
- 青森自動車道
- 国道7号青森環状道路
- 国道103号観光通り
- 青森県道27号青森浪岡線
- ヤマダ電機青森本店（当送信所に隣接）
- ホテルルートイン青森中央インター（同上）